# Resolución 1568 del Consejo de Seguridad de las Naciones Unidas
La resolución 1568 del Consejo de Seguridad de las Naciones Unidas, adoptada por unanimidad el 22 de octubre de 2004, tras reafirmar todas las resoluciones sobre la situación en Chipre, en particular la Resolución 1251 (1999), prorrogó el mandato de la Fuerza de las Naciones Unidas para el Mantenimiento de la Paz en Chipre (UNFICYP) por un período adicional, hasta el 15 de junio de 2005. 
El Consejo de Seguridad instó a Chipre y a Chipre del Norte a abordar urgentemente la cuestión humanitaria de las personas desaparecidas. Acogió con satisfacción el examen de la UNFICYP realizado por el Secretario General Kofi Annan, tal como se solicita en la Resolución 1548 (2004), y su evaluación de que era cada vez más improbable que hubiera violencia en la isla. El Secretario General realizará un nuevo examen de la operación de las Naciones Unidas en Chipre basándose en los acontecimientos sobre el terreno y las opiniones de las partes interesadas.
Al ampliar el mandato de la UNFICYP, la resolución pidió al Secretario General que informara al Consejo sobre la aplicación de la resolución actual y respaldara además sus enmiendas al concepto de operaciones y al nivel de fuerza de la UNFICYP reduciendo el número de tropas y aumentando ligeramente el número de policías.  Instó a la parte turcochipriota a restablecer el statu quo militar en Strovilia anterior al 30 de junio de 2000 y pidió que se pusiera fin a las restricciones impuestas a las operaciones de la UNFICYP.